# Emmet O'Neal
Emmet O'Neal, född 23 september 1853 i Florence, Alabama, död 7 september 1922 i Birmingham, Alabama, var en amerikansk jurist och politiker (demokrat). Han var guvernör i delstaten Alabama 1911–1915. Han var son till Edward A. O'Neal.
O'Neal studerade vid Florence Wesleyan University (numera University of North Alabama) och University of Mississippi innan han 1873 utexaminerades från University of Alabama. Han gifte sig år 1881 med Lizzie Kirkman.
O'Neal tjänstgjorde 1893–1897 som federal åklagare. Hans kampanj år 1906 för viceguvernörsämbetet var inte framgångsrik men fyra år senare vann han guvernörsvalet med klar marginal. O'Neal profilerade sig som motståndare till alkoholförbud, kvinnlig rösträtt och de svartas rösträtt. I många delstater i USA lades det fram förslag gällande direkt demokrati (initiativ, folkomröstning och recall) under den progressiva eran. O'Neal uppfattade de direktdemokratiska strävandena som löjliga. Han förespråkade i sin tur att förbudet mot giftermål mellan raserna skulle gälla i hela USA. Även om O'Neal var en motståndare till de svartas medborgerliga rättigheter, var han ändå emot lynchningar. Han vägrade att benåda en vit man som hade dödat en svart man och under hans period som guvernör minskade antalet lynchningar i Alabama.
O'Neal kandiderade till USA:s senat men förlorade i demokraternas primärval inför senatsvalet 1920 mot James Thomas Heflin. Motståndaren Heflin var en mer hårdför rasist än O'Neal och använde som vapen mot den före detta guvernören i sin kampanj att O'Neal faktiskt hade år 1914 benådat en svart man som hade dödat en vit man.